# 飛騨・世界生活文化センター
飛騨・世界生活文化センター （ひだ・せかいせいかつぶんかセンター、Hida Earth Wisdmo Center）は、岐阜県高山市にある飛騨の民俗文化をテーマにした施設である。飛騨地域の活性化を図るため2001年7月26日にオープンした。愛称は飛騨センター。
岐阜県の指定管理者である飛騨コンソーシアムが管理運営を行っている。

## 施設
飛騨コンベンションホール
飛騨の山並みをデザインしたという屋根が特徴的な建物で多目的なイベントやコンベンションの開催が可能なホール。飛騨の木の文化をアピールするためトラスや椅子の一部に木を使用してある。
- 収容人数 2,000人（移動観覧席480席、床置き1,520席）

飛騨芸術堂
会議、講演会、演劇、音楽会などが開催可能な多目的ホール。同時通訳設備による国際会議も可能。
- 収容人数 500席（車椅子用3席）

食遊館
特別会議室、大・中・小の各種会議室などを備える会議棟。レストランも備える。3階の特別会議室からは、高山市内や北アルプスの山並を一望することができる。
- 地下1階地上3階建て

岐阜県ミュージアムひだ
- 岐阜県ミュージアムひだを参照。

ふれあい広場
センターの中心に位置する屋外広場。飛騨コンベンションホール、飛騨芸術堂、食遊館、岐阜県ミュージアムひだの4つの施設を結ぶように位置する。縄文の広場をイメージして設計された。
メインアプローチ
センターの正面入り口で、ウエルカムプラザやふれあい広場へ続く。センター造成時に出た土を再利用し渋草焼の技法を用いて制作された陶版画（高さ1.8m、幅30cmの陶板を144枚つないだ長さ約45mの作品）が目を引く。制作者は戸田柳造。
ウエルカムプラザ
センターの正面玄関。センターのシンボルのひとつ飛騨の大パノラマ画（縦2.3m、横16m）が展示してある。作者はハインツ・フィールキント。

## シンボルマーク
飛騨の山をシンボル化したデザイン。青、緑、茶の三色で、青は「飛騨の精神と理想」、緑は「飛騨の自然の深さ」、茶色は「飛騨の伝統と技」を表している。

## 概要
開館時間
- 午前9時00分～午後9時30分（ミュージアム飛騨は午前10時00分～午後6時00分）

休館日
- 火曜日（火曜日が祝日の場合はその翌日）、年末年始（12月29日～1月3日）、その他施設の点検等で臨時休館する場合

所在地
岐阜県高山市千島町900-1
駐車場
- 第1駐車場：普通車304台、軽自動車23台
- 第2駐車場：普通車94台、軽自動車8台
- 身障者用駐車場：6台
- ベビーカー使用者、妊婦用用駐車場：普通車3台、軽自動車1台

## アクセス
- バス 高山濃飛バスセンターから「世界生活文化センター」行きに乗車。「世界生活文化センター」下車。